# Jean-René Akono
Pour les articles homonymes, voir Akono (homonymie).
Jean-René Akono est un joueur puis entraîneur franco-camerounais de volley-ball, né le 4 août 1967 au Cameroun. Il mesure 1,92 m et jouait réceptionneur-attaquant. Il totalise 120 sélections en équipe du Cameroun.

## Clubs

### Joueur
| Club               | Pays     | De        | À         |
| ------------------ | -------- | --------- | --------- |
|                    | Cameroun | 1984-1985 | 1986-1987 |
| Amacam Volley-Ball | Cameroun | 1987-1988 | 1989-1990 |
| US Vandœuvre       | France   | 1990-1991 | 1993-1994 |
| Harnes Volley-Ball | France   | 1994-1995 | 1995-1996 |
| Dunkerque DDFVB    | France   | 1996-1997 | 1999-2000 |

### Entraîneur
| Club                     | Pays   | De        | À           | Qualité           |
| ------------------------ | ------ | --------- | ----------- | ----------------- |
| Dunkerque DDFVB          | France | 1998-1999 | 1999-2000   | Entraîneur-joueur |
| Dunkerque DDFVB          | France | 2000-2001 | 2001-2002   | Principal         |
| Spacer's de Toulouse     | France | 2003-2004 | 2003-2004   | Principal         |
| Castres Volley-Ball      | France | 2005-2006 | 2006-2007   | Principal         |
| Martigues Volley-Ball    | France | 2007-2008 | 2007-2008   | Principal         |
| Volley-Ball Tulle Naves  | France | 2008-2009 | …           | Principal         |
| Bordeaux Mérignac Volley | France | 2012-2013 | Aujourd'hui | Entraîneur        |

## Palmarès

### Joueur
- Championnat d'Afrique (1)
  - Vainqueur : 1989
  - Finaliste : 1987

### Entraîneur
- Médaille d'or au Championnat d'Afrique féminin de volley-ball 2017
- Médaille d'or au Championnat d'Afrique féminin de volley-ball 2019
- Médaille d'or au Championnat d'Afrique féminin de volley-ball 2021